# Во что мы верим, но не можем доказать
«Во что мы верим, но не можем доказать» (англ. What We Believe but Cannot Prove) — научно-популярная книга под редакцией американского литературного агента Джона Брокмана, впервые опубликованная в 2006 году издательством Harper Perennial с предисловием писателя Иэна Макьюэна. Книга содержит 107 ответов известных людей на один вопрос, заданный ассоциацией Edge Foundation. Среди них Ричард Докинз, Дэниел Деннет, Стивен Пинкер, Джаред Даймонд, Фримен Дайсон, Мартин Рис, Джон Хорган, Михай Чиксентмихайи, Гэри Маркус и другие. Часть эссе не попала в книгу, в их числе тексты Бенуа Мандельброта и Джона Маккарти. Однако их ответы доступны в интернете.

## Вопрос проекта Edge
В 1991 году Брокманом была выдвинута идея третьей культуры. Сам автор идеи описывает её так: «к ней относятся учёные и мыслящие практики, которые благодаря своей работе и внятным высказываниям вытесняют традиционных интеллектуалов в формировании зримых глубинных смыслов нашей жизни, по-новому определяя, кто мы и что мы». В 1997 году был создан веб-сайт Edge, который называют «домом» третьей культуры в сети.
Проект Edge — торжество идей третьей культуры, новое сообщество интеллектуалов в действии. Они представляют здесь свои исследования, идеи и комментируют работу и идеи других мыслителей третьей культуры. Они понимают, что их гипотезам необходима критика. В итоге возникает острая научная дискуссия, посвященная важнейшим вопросам цифровой эры и ведущаяся в весьма напряженной атмосфере, где умение по-настоящему думать торжествует над анестезиологией мудрости.Джон Брокман
По признанию Брокмана, представленные на Edge идеи гипотетичны и знакомят с новыми областями эволюционной биологии, генетики, компьютерных наук, нейрофизиологии, психологии и физики. В обсуждениях фундаментальных вопросов о возникновении Вселенной, жизни и разума рождается новая натурфилософия, новые взгляды на само мышление и понимание физических систем.
Джеймсом Ли Байерсом, художником и другом Брокмана ещё в 1970-х был придуман концептуальный арт-проект, суть которого сводится к тому, чтобы собрать вместе «сто лучших умов» и предложить им задать друг другу вопросы, которые обычно они задают самим себе. После смерти Байерса в 1997 году Брокман реализовал его идею в проекте Edge. Благодаря интернету план Байерса стал достижим и созданный проект Edge начал наполняться участниками, среди первых из них были физики-теоретики Фримен Дайсон и Мюррей Гелл-Ман, участники того самого списка ста лучших мыслителей мира, составленного Байерсом при жизни.
Каждый год Edge задавал своим участникам какой-либо вопрос, а в 2005 году вопрос для проекта Edge был предложен психологом-теоретиком Николасом Хамфри и звучал следующим образом:
Великие умы иногда угадывают истину до того, как появятся факты или аргументы в её пользу (Дидро называл эту способность „духом прорицания“). Во что вы верите, хотя не можете этого доказать?
Оригинальный текст (англ.)Great minds can sometimes guess the truth before they have either the evidence or arguments for it (Diderot called it having the "esprit de divination"). What do you believe is true even though you cannot prove it?
В своей книге Брокман собрал ответы-эссе 107 авторов, которые они посвятили сознанию, познанию, доказательствам и разным представлениям об истине. Ответы учёных и интеллектуалов свидетельствуют о том, что многие из них не ограничиваются своей профессиональной сферой и размышляют о пределах человеческих познаний, работая при этом в своих областях.
Эссе, собранные Бокманом в книге, охватывают широкий круг тем, включая эволюцию, работу человеческого разума, внеземных формы жизни, судьбу Вселенной и будущее человечества. Чаще всего респонденты обращают внимание на проблему внеземной жизни и на вопрос о том, есть ли у человечества сверхъестественный элемент помимо плоти и крови.

## Отзывы
Книга в целом была тепло принята критиками. The Boston Globe охарактеризовал сборник эссе как «поразительное чтение», заявив, что «этот небольшой сборник эссе отправит вас от математики к экономике, [а затем] к моральному прогрессу человечества, и чудесно наблюдать, как эта путаница дисциплин накладывается друг на друга».
В колонке Paste Magazine «Лучшие книги 2007 года», в которой 13 известных авторов попросили каждого порекомендовать любимую книгу, обозреватель Esquire Том Джунод описал книгу как «одновременно строгую, изысканно аргументированную, незапятнанную мистицизмом, несколько бесполезную и в целом потрясающую». Skeptical Inquirer заявил, что книга «предлагает впечатляющий набор идей и проблем, которые, несомненно, порадуют любопытных читателей, специалистов широкого профиля и узкого профиля».
В нескольких обзорах основное внимание было уделено приглашению респондентов к размышлениям и тому пониманию, которое их размышления могут дать будущему научного дискурса. Science News и The Guardian описали книгу как «дразнящий взгляд в будущее человеческих исследований» и «научные мечты в лучшем виде» соответственно.
Оценивая книгу в целом положительно, некоторые рецензенты критиковали определённые её аспекты, в числе которых избыточность и тон. The Observer охарактеризовал эссе как «убедительные и однотипные».
Лев Оборин называет книгу невероятно увлекательной, но отмечает, что ей не повезло с переводом на русский язык, приводя в пример «суперновую звезду» и «радиацию Хокинга» и советуя читать книгу в оригинале.
В 2021 году книга получила высокие оценки экспертов программы «Всенаука» и стала доступна для бесплатного и легального скачивания в рамках проекта «Дигитека».